# Сергеєв Сергій Олександрович (серійний вбивця)
Сергі̇́й Олексáндрович Сергéєв (21 червня 1964, Запоріжжя, УССР, СРСР — 25 серпня 1988, Новочеркаськ, Ростовська область, РРФСР, СРСР) — радянський серійний вбивця. В період літа 1987 в Запоріжжі та Ялті вбив трьох та замахувався на вбивство ще шістьох людей. На місцях своїх злочинів залишав записки. Розстріляний у 1988 році за вироком суду.

## Біографія до злочинів
Сергій Сергеєв народився 21 червня 1964 року в Запоріжжі. Мати — Тетяна Сергеєва, працювала прибиральницею. Батько — Олександр Сергеєв. Навчався в Запорізький школі-інтернаті №2. Будучи ще неповнолітнім, у віці 15 років за хуліганство був засуджений на 1 рік позбавлення волі. Після визволення працював прибиральником в кінотеатрі та фотографом Запорізького міськпобуткомбінату. Стояв на обліку в психоневрологічному диспансері. Систематично конфліктував із матір'ю, яка одного разу написала на нього заяву до міліції. Сергеєв того ж дня був затриманий та доставлений до Жовтневого РВВС. За різними версіями, він або втік звідти, або зміг довести свою неосудність.

## Злочини
Перше вбивство скоїв 27 червня 1987 року в Ялті. Познайомившись зі студенткою з Ленінграду Тетяною Новик, він через декілька днів запропонував дівчині вийти за нього заміж. Коли та відмовила йому, Сергеєв розлютився та задушив її, а на трупі залишив записку:

| Прощавай, кохана, скоро я буду з тобою! |
|                                         |

Пізніше Сергеєв часто залишав на місцях своїх злочинів записки, а одного разу навіть залишив аудіокасету, в якій містилися різні погрози та знущання, спрямовані на адресу міліції:

| Люди помирають, як мухи! <...> Куди ви дивитеся, га? Я знаходжуся біля вас! Завжди ходжу біля вас, і мене ніхто не зупинить! <...> Я постараюся, щоб ви мене по телевізору показали, тому що кожен день я буду вбивати людей! Хто буде наступною жертвою, га? Це знаю тільки я! <...> Коли міліція навколо шукала, я за цим спостерігав та думав: кого б ще вбити, а то щось мало? <...> ...в трамвай сів, а там народ дивиться, я відвернувся. <...> Тепер будуть діти! Далі буде! <...> Я буду вбивати, вбивати, вбивати, щоб люди навколо боялися мене! |
| |

Також він писав листи своїм матері та бабусі, де погрожував їм та розповідав про свої вбивства.
Вбивця був встановлений вже наступного дня та оголошений у всесоюзний розшук. 29 червня Сергеєв вже знаходився в рідному Запоріжжі, де увірвався до приймального пункту комбінату надомної праці, що знаходився на вулиці Дзержинського, і, вбивши приймальницю Наталію Юрченко, викрав декілька хутрових капелюхів та золоті прикраси. Того ж дня Сергеєв, проникнувши в квартиру своєї колишньої дівчини та побачивши там її нового хлопця, ножем наніс їм декілька ударів.
Приїхавши до Дніпропетровської області, Сергеєв поранив завідувачку ферми в Синельниковському районі, також викравши з колгоспної каси 650 рублів. Після цього він деякий час переховувався в степах та селах. 9 липня повернувся до Запоріжжя. Там, увірвавшись до квартири в одному з будинків на вулиці Парамонова, наніс тяжкі поранення 9-річній дівчинці Олені Новіковій. Думаючи, що дівчинка померла (насправді вона вижила, а отямившись, навіть змогла викликати швидку), він залишив записку: 

| Лєна хотіла стати художницею. Перша жертва, яка гідна померти. |
|                                                                |

10 липня на вулиці Сергеєв впустив пакет, з якого випали ніж та топор. Помітивші це перехожі, налякані новинами про маніяка, одразу ж викликали міліцію, а Сергеєв, намагаючись сховатися, пробрався в квартиру одного з будинків на вулиці Горького та сховався в шафі. За іншою версією, перехожі впізнали в Сергії маніяка з листівок, що були розклеїні містом, і викликали міліцію. В квартирі на вулиці Горького, де переховувався маніяк, він вбив її 84-річну господиню Аллу Бойко. На місці вбивства маніяк залишив кров'ю жертви напис: 

| Люди помирають, як мухи. |
|                          |

Крім того, на місці вбивства Бойко, вбивця залишив аркуш з написом: «Пересування моїх сил» зі списком своїх злочинів.  
12 липня він з ножем напав на двох підлітків, які купалися на водосховищі біля села Юр'ївка Приморського району, але обом вдалося вижити. 

## Арешт, слідство та суд
В Запоріжжі почалася паніка. В місті ввели комендантську годину, для упіймання вбивці були залучені усі співробітники обласних органів внутрішніх справ, військовослужбовці внутрішніх військ, працівники пожежної охорони та дружинники, була залучена авіація. Групи добровольців були створені в 587 населених пунктах Запорізької області. Керівником операції з розшуку Сергеєва був начальник ГУВС Запоріжжя Олександр Поляк. Операція успішно завершилася 17 липня 1987 року, коли Сергеєв був виявлений в районі радгоспу «Мокрянка» та через деякий час заарештований поблизу села Кринички. При арешті вбивця намагався чинити опір, накинувшись з ножем на співробітників міліції, але був поранений в ногу одним із міліціянтів.
Під час слідства Сергеєв намагався уникнути суду, імітуючи неосудність. З цією метою він вбив 11 березня 1988 року в слідчому ізоляторі іншого заарештованого Баранова.
Сергій Сергеєв був засуджений до найвищої міри покарання — смертної кари через розстріл. За офіційними даними, вирок було виконано 25 серпня 1988 року, за іншими даними — в 1989 році. Також існує версія, що ще до дати страти Сергеєва знайшли в камері повішеним.

## У масовій культурі
- Фільм з циклу «Слідство вели...» — «Записки одержимого»[2].